# Disturbo schizoide di personalità
Il disturbo schizoide di personalità (così come definito secondo i criteri diagnostici del DSM  e, similmente, nell'ICD-10)  è un disturbo di personalità, gruppo A, il cui tratto principale è la mancanza del desiderio di relazioni strette con altri esseri umani, e il “distacco” emotivo del soggetto rispetto alle persone e alla realtà circostante.
La sua prevalenza è bassa rispetto ad altri disturbi della personalità ed è stata valutata inferiore all'1% nella popolazione generale. Si manifesta maggiormente nel genere maschile.

## Descrizione
La personalità schizoide manifesta chiusura in sé stessa o senso di lontananza, elusività o freddezza. La persona tende all'isolamento oppure ha relazioni comunicative formali o superficiali, non appare interessata a un legame profondo con altre persone, evita il coinvolgimento in relazioni intime con altri individui, con l'eccezione eventuale di parenti di primo grado.
Il soggetto schizoide, all'esame clinico mostra una tendenza pervasiva a vivere emotivamente in un “mondo proprio” rigidamente separato del mondo esterno delle relazioni sociali, e la sua stessa idea del sé è affetta da incertezze.
In alcuni casi manifesta "freddezza" all'esterno con atteggiamenti di rifiuto, disagio, indifferenza o disprezzo (rivolto magari a personalità non affini a sé), o comunque altre modalità di chiusura, elusività, blocco emotivo o distacco.
Le situazioni che scatenano la risposta schizoide, cioè la manifestazione dei sintomi, sono in genere quelle di tipo intimo con altre persone, come ad esempio le manifestazioni di affetto o di scontro. La persona schizoide non è in grado di esprimere la sua partecipazione emotiva coerentemente e in un contesto di relazione; in contesti dove è richiesta spontaneità, simpatia o affabilità appare rigida o goffa. Nelle relazioni superficiali e nelle situazioni sociali formali - come quelle lavorative e quelle abituali - il soggetto può apparire normale.
Un tratto caratterizzante tipico della personalità schizoide è l'assente o ridotta capacità di provare vero piacere o interesse in una qualsiasi attività (anedonia).
Nell'esperienza individuale del paziente schizoide prevale il senso di vuoto o di mancanza di significato, riferito alla sua esistenza esteriore: il soggetto non riesce a trarre piacere dalla realtà esterna, né a percepirsi come pienamente esistente nel mondo.
Il soggetto schizoide spesso appare una persona tendenzialmente poco sensibile a manifestazioni di partecipazione emotiva o giudizi di altri - ad esempio incoraggiamenti, elogi o critiche - cioè può apparire una personalità “poco influenzabile”. Anche una scarsa paura in risposta a pericoli fisici, o una sopportazione del dolore più elevata del normale, possono far parte del quadro.
Il soggetto introverso/schizoide presenta spesso una immaginazione ricca ed articolata ed un vissuto emozionale intenso, concentrando molte delle sue energie emotive coltivando un mondo interiore "fantastico". Rievocando ricordi di eventi che riguardano la sua vita emotiva in qualche modo appaga alcuni bisogni senza partecipare attivamente al mondo reale. La risposta schizoide sarebbe cioè un meccanismo difensivo profondo rivolto verso la realtà in quanto tale, inconsciamente percepita come fonte di pericolo o di dolore.
Il paziente schizoide si distingue nettamente dallo schizofrenico per il fatto che il disturbo schizoide non intacca le capacità logico-cognitive: il soggetto è pienamente consapevole della realtà benché non vi partecipi emotivamente. La psicosi, stato mentale la cui persistenza è un sintomo della schizofrenia, nello schizoide è assente, oppure circoscritta a brevi episodi caratterizzati da forte tensione. Si potrà allora parlare di attacchi psicotici - o disturbo schizofreniforme - come reazioni dello schizoide a stress emotivi.
Le persone affette da disturbo schizoide hanno una vita sessuale scarsa o assente, oppure percepita come non appagante in senso affettivo: appagandosi di fantasie puramente ideali, gli schizoidi possono anche indefinitamente posporre la sessualità matura. L'individuo schizoide è poco attratto dal costruire relazioni affettive intense, e può mostrare insofferenza verso intimità inter-personale. Può apparire riluttante a parlare degli aspetti intimi del proprio sé o a conoscere quelli del sé di altri individui. Alcuni schizoidi amano avere attenzione su di sé, parlare in pubblico perfino, ma non intimità, che li spaventa quasi sempre e li fa sentire spesso violati; altri hanno un'apparenza di iposessualità e di non avere veri interessi romantici ma al contempo una tendenza covert alle tendenze sessuali inconsuete ma spesso solo fantasiose a disturbi ossessivo-compulsivi, e organizzazione borderline di personalità.
Occasionalmente essi possono affezionarsi a persone o animali domestici. 
Come segue, la diagnosi può essere posta solo nell'età adulta, poiché l'evoluzione della sintomatologia è compiuta al passaggio dall'adolescenza alla maturità. I caratteri espressi dalla personalità del bambino - come timidezza, aggressività, ecc. - perlopiù non sono indicatori attendibili di un futuro sviluppo del disturbo.
Come nel caso della schizofrenia, anche nel disturbo schizoide è spesso difficile convincere l'individuo dell'esistenza del disturbo e della necessità di intervento, in quanto se nello schizofrenico sono intaccati i processi logico matematici, e dunque non è in grado di capire che vi è un problema, nello schizoide invece, pur essendo un soggetto lucido, avendo egli una certa riluttanza all'apertura del suo sé di fronte ad altri, il tentativo di avvicinamento all'argomento può generare una forte chiusura o una reazione anche psicotica. Ciò è aggravato dall'immagine distorta del suo sé che il soggetto può aver costruito negli anni.

## Il disturbo schizoide come "disturbo di personalità" e come "condizione diffusa"
Oltre alla nozione di disturbo schizoide di personalità (introdotta dalla società psichiatrica americana (APA) negli anni '50), il termine schizoide ha anche un uso comune, estensivo. Era stato coniato precedentemente, alla fine dell'800,  per indicare uno stato mentale che presentava qualche somiglianza con la schizofrenia. Per questo i termini hanno la stessa radice, il greco skizo, “scissione”, e in passato questo disturbo è stato anche definito, impropriamente, “pre-schizofrenia”.
In realtà il termine schizoide indica una condizione molto diversa, in cui la psicosi - se presente - può essere circoscritta solo a brevi attacchi. Il disturbo di personalità schizoide perciò non va confuso con la schizofrenia, né con i disturbi che includono anche sintomi simili. Il disturbo schizoide si potrebbe definire più come un tratto patologico e strutturale della personalità o condizione esistenziale ed emotiva del soggetto, ma è un disturbo di personalità, non una malattia mentale in senso stretto.
I manuali diagnostici storici "DSM"  hanno creato la nozione "disturbo schizoide di personalità" (a partire dalla versione "DSM III") per descrivere il quadro dove questa condizione è la manifestazione problematica più evidente.
In precedenza però, il termine "schizoide" era descritto non come un quadro a sé, ma come condizione diffusa, cioè un sintomo che può essere o meno presente in aggiunta a varie patologie e situazioni. Il termine è usato tuttora in questo senso. Indica, oltre al quadro sintomatico, un sintomo generale o situazione psicologica della persona che si può accompagnare o meno a diversi quadri. Per cui sono d'uso espressioni quali: “condizione” o “stato” schizoide,  “assetto" schizoide (o stile “distaccato”). Tali espressioni potrebbero indicare in generale tutte le personalità affette da disagi emotivi e affettivi tali che nel loro funzionamento mostrano la chiusura in sé stesse e la tipica, profonda, separazione di ambiti, così come la distanza emozionale (anche nella comunicazione e vissuto corporei).

## La diagnosi secondo i criteri del DSM-IV-TR e 5
Il DSM-IV-TR indica il riconoscimento del disturbo schizoide in base ai seguenti parametri:
- A. Un pattern  pervasivo di tendenza al distacco dalle relazioni sociali e una gamma ristretta di espressioni o modalità emotive nelle situazioni interpersonali. Questa caratteristica compare nella prima età adulta, e si manifesta in diverse modalità e contesti (talvolta anche solo in alcuni ambiti della vita del paziente) dove compaiono, in modo prolungato e stabile, almeno quattro dei seguenti sintomi:

1. Il soggetto non prova desiderio o piacere ad avere relazioni strette con altre persone, inclusa (spesso) la famiglia.
2. Predilige quasi sempre attività solitarie o che implicano relazioni del tutto superficiali.
3. Ha poco o nessun interesse in relazioni ed esperienze sessuali "reali".
4. Non prova vero piacere (anedonia) in nessuna o quasi nessuna attività.
5. Manca di amicizie strette o confidenti oltre ai parenti di primo grado.
6. Appare emotivamente indifferente a critiche o elogi.
7. Dimostra “freddezza” emozionale, distacco oppure appiattimento emotivo.

- B. Quando tali sintomi non sono dovuti:  a cause neurologiche; non sono associati a schizofrenia, né a un disturbo psicotico dell'umore (v. anche Disturbi dell'umore);  essi devono riguardare un paziente adulto dovendo escludere un disturbo dell'età evolutiva. Inoltre, deve essere esclusa la diagnosi di autismo e la sindrome di Asperger. Le forme meno gravi di autismo possono essere facilmente confuse con il disturbo schizoide in mancanza di informazioni sulla storia clinica del paziente.

Note aggiuntive:
Nel DSM-IV (che è la versione precedente al DSM-IV-TR) i criteri elencati avevano una leggera variante: al punto A.1. si notava che il paziente schizoide può provare solitudine e desiderio di relazionarsi ad altri, tuttavia non agisce o non è in grado di agire in pratica per modificare la condizione di solitudine. Inoltre secondo il DSM-IV il soggetto potrebbe mostrarsi sensibile a critiche altrui, non presentare il punto 6. 
La personalità schizoide, i suoi tratti e le comorbilità con altri disturbi della personalità (es. schizotipico, paranoide, narcisista, evitante, passivo-aggressivo...) si possono diagnosticare anche col supporto aggiuntivo del test di Rorschach.

## La diagnosi secondo i criteri dell'ICD-10
Nell'ICD-10 il "disturbo schizoide di personalità" è definito come un quadro sintomatico caratterizzato dalla presenza continuativa di almeno tre dei seguenti sintomi:
1. Freddezza emozionale, distacco o ridotta affettività.
2. Limitata capacità di esprimere sentimenti sia positivi sia negativi verso gli altri.
3. Significativa preferenza per le attività solitarie o di scarso impegno partecipativo.
4. Mancanza (o numero ridottissimo) di amicizie o relazioni strette, e assenza del desiderio di averne.
5. Marcata indifferenza a elogi o critiche.
6. Il soggetto non ricava piacere da nessuna o quasi nessuna attività.
7. Indifferenza a norme comportamentali e convenzioni sociali.
8. Eccessive preoccupazioni verso fantasie o pensieri introspettivi.
9. Scarso desiderio di esperienze sessuali che coinvolgano un'altra persona.

Come si vede, nell'ICD-10 i parametri sono nove anziché sette (come al punto A del DSM-IV-TR). L'ICD-10 include due criteri comportamentali: l'indifferenza a norme e convenzioni sociali, e l'indifferenza a elogi o critiche; la "difficoltà pratica ad esprimere emozioni intense riguardo ad altri" si può considerare equivalente a "ristretta gamma di espressioni o modalità emotive". Si ritiene generalmente che i due criteri diagnostici descrivano lo stesso quadro clinico.

## Possibili cause della personalità schizoide
All'origine della personalità schizoide possono concorrere sia fattori genetici, i quali sono ereditati, che forniscono al soggetto la tendenza ad essere schizoide, sia fattori ambientali, che invece sono "appresi" dalla realtà circostante in cui il soggetto è immerso, e che formano per intero la personalità, impedendo, questi ultimi, al vero sé di venire fuori ed affermarsi.
I fattori ambientali particolarmente determinanti sono costituiti dalla famiglia, ossia dai rapporti che il soggetto instaura con le figure genitoriali, in special modo con la figura materna. Secondo Alexander Lowen, tra i massimi esperti dello studio della personalità schizoide, tale personalità si forma in molti casi a causa di un profondo senso di rifiuto che la madre ha provato nei confronti del bambino, probabilmente già dal grembo, e a causa di un'infanzia priva del necessario calore affettivo. Della stessa opinione, tra gli altri, sono studiosi come Luciano Marchino e la statunitense Nancy McWilliams.

## Trattamento
Psicoanalisi, Psicoterapia psicodinamica, SSRI, altri antidepressivi, neurolettici a bassa dose, ecc.